# Alexander Sergejewitsch Kertschenko
Alexander Sergejewitsch Kertschenko (russisch Александр Сергеевич Керченко, wiss. Transliteration Aleksandr Sergeevič Kerčenko; * 23. April 1946 in Omsk) ist ein ehemaliger sowjetischer Eisschnellläufer.
Kertschenko nahm von 1965 bis 1974 an nationalen Rennen teil und trat international erstmals in der Saison 1967/68 in Erscheinung. Dabei belegte er bei der Mehrkampfweltmeisterschaft 1968 in Göteborg den 11. Platz im Großen Vierkampf und in Grenoble bei seiner einzigen Teilnahme an Olympischen Winterspielen den 11. Platz über 1500 m. Im folgenden Jahr nahm er in Deventer letztmals bei einer Mehrkampfweltmeisterschaft teil, wobei er den 16. Platz im Großen Vierkampf errang. Seine beste Platzierung bei sowjetischen Mehrkampfmeisterschaften erreichte er im Jahr 1967 mit dem zweiten Platz.

## Persönliche Bestzeiten
| Disziplin | Zeit         | Datum            | Ort           |
| --------- | ------------ | ---------------- | ------------- |
| 500 m     | 39,95 s      | 13. Januar 1970  | Almaty        |
| 1000 m    | 1:21,10 min  | 24. Januar 1970  | Almaty        |
| 1500 m    | 2:05,35 min  | 14. Januar 1970  | Almaty        |
| 3000 m    | 4:35,20 min  | 8. März 1969     | Kirow         |
| 5000 m    | 7:50,10 min  | 23. Februar 1967 | Jekaterinburg |
| 10000 m   | 16:04,00 min | 30. Januar 1971  | Almaty        |